# Jonathan Hennetier
Jonathan Hennetier, né le 6 novembre 1991 en France, est un footballeur français qui joue au poste de latéral droit au CS Fola Esch.

## Biographie

### SAS Épinal (2009 - 2010)
Formé dans le club emblématique des Vosges, la carrière du joueur débute au sein du SAS Épinal, alors en CFA.

### CSO Amnéville (2010 - 2013)
En 2010, il rejoint le CSO Amnéville, club mosellan évoluant en CFA. Il intègre d’abord l’équipe réserve, avant de faire ses débuts avec l’équipe première du club thermal.

### RFCU Luxembourg (2013 - 2023)
En 2013, libre de tout contrat, il quitte son pays natal pour rejoindre le Luxembourg en signant à contrat de trois ans au RFCU Luxembourg, le plus grand club de la capitale du pays.
En 2016, il prolonge son contrat avec le RFCU jusqu'en 2019.
Titulaire régulier au sein du Racing, le joueur remporte le premier trophée de sa carrière en 2018 en remportant la Coupe du Luxembourg face à l'US Hostert.
En 2022, il remporte sa deuxième coupe face au F91 Dudelange.

### FC Schifflange 95 (2023 - 2025)
En 2023, après dix ans sous le maillot du club de la capitale, le joueur s'engage avec le FC Schifflange 95, club promu en BGL Ligue cette saison là.

### CS Fola Esch (depuis 2025)
À la suite d’une deuxième relégation consécutive avec son ancien club, le joueur quitte ce dernier pour rejoindre le CS Fola Esch, alors en Promotion d’Honneur, avec pour objectif de faire remonter le doyen du football luxembourgeois en première division.

## Palmarès
| RFCU Luxembourg (2) :                                |
| ---------------------------------------------------- |
| - Coupe du Luxembourg (2) - Vainqueur : 2018 et 2022 |